# Cantonul Nevers-Sud
Cantonul Nevers-Sud este un canton din arondismentul Nevers, departamentul Nièvre, regiunea Burgundia, Franța.

## Comune
- Challuy
- Marzy
- Nevers (parțial, reședință)
- Sermoise-sur-Loire